# Де-Пол
Де-Пол (нід. De Pol) — селище в нідерландській провінції Дренте. Входить до муніципалітету Норденвелд.
Перша згадка про населений пункт датується 1181 роком.